# مردگان متحرک: غریزه بقا
مردگان متحرک: غریزه بقا (به انگلیسی: The Walking Dead: Survival Instinct) یک بازی ویدئویی تیراندازی اول شخص است که توسط ترمینال ریالیتی ساخته و توسط اکتیویژن منتشر شده‌است. برخلاف بازی‌های ویدیویی توسط تل‌تیل گیمز بر اساس کمیک‌ها ساخته شده‌ بود، این بازی بر اساس سریال مردگان متحرک ساخته شده است. این بازی در جورجیا اتفاق می‌افتد و روی دریل و مرل دیکسون تمرکز می‌کند که در روزهای اولیه آخرالزمان زامبی‌ها راهی آتلانتا می‌شوند. این بازی با استقبال ضعیفی از سوی منتقدان مواجه شد و عمده انتقادها مربوط به گرافیک و داستان بازی بود.